# A Naprendszer legmagasabb hegycsúcsainak listája

Az Olympus Mons, a legnagyobb bolygón található hegy, összehasonlítva a Mount Everest (Csomolungma) és a Mauna Kea magasságával. A feltüntetett adatok a tengerszint feletti magasságot mutatják

Az alábbi lista a Naprendszer legmagasabb hegycsúcsait sorolja fel. Megeshet, hogy egyes esetekben nincs pontos ismeretünk arról, hogy a hegyek milyen magasak, így lehetséges, hogy több adat is meg van adva. A Naprendszer legmagasabb hegycsúcsa valószínűleg a 4 Vesta kisbolygó felszínén található Rheasilvia, aminek magassága számítások szerint 25 és 20 kilométer közé esik. A legmagasabb hegycsúcs egy bolygó felületén az Olympus Mons, a Marson, ami 21,9 kilométer magas. Abban az esetben, ha a Rheasilvia alacsonyabb mérései a pontosak, akkor az Olympus Mons lenne a Naprendszer legmagasabbja.

## Lista
| Égitest | Kép                       | Hegycsúcs neve                | Magasság hegylábtól a csúcsig | Égitest sugarának %-a | Eredete       | Jegyzetek |
| ------- | ------------------------- | ----------------------------- | ----------------------------- | --------------------- | ------------- | --- |
| 4 Vesta |                           | Rheasilvia központi csúcsa    | 20–25 km                      | 8,4%                  | becsapódás    | Közel 200 km széles kráter közepében található. |
| Mars    |                           | Olympus Mons                  | 21,9 km                       | 0,65%                 | vulkanikus    | A pajzsvulkán az északi síkságok föl emelkedik, relatív magassága 26 km. A kalderák 60x80 km szélesek és akár 3,2 km mélyek. A szélein található lejtők akár 8 km magasak is lehetnek. |
| Iapetus |                           | A hold egyenlítői hegygerince | ~20 km                        | 2,7%                  | nem ismert    | A hegygerinc különböző csúcsait még nem mérték. |
| Io      |                           | Boösaule Montes               | 17,5–18,2 km                  | 1,0%                  | tektonika     | Dél-keleti oldalán van egy 10 km magas lejtője. |
| Mars    |                           | Ascraeus Mons                 | 14,9 km                       | 0,44%                 | vulkanikus    | Tharsis Montes hegységhármas legmagasabbika. |
| Io      |                           | Ionian Mons                   | 12,7 km                       | 0,7%                  | tektonika     | |
| Mars    |                           | Elysium Mons                  | 12,6 km                       | 0,37%                 | vulkanikus    | Az Elysium legnagyobb hegycsúcsa. |
| Io      |                           | Euboea Montes                 | 10,5–13,4 km                  | 0,74%                 | tektonika     | A kaldera 108–138 km átmérőjű. |
| Mars    |                           | Arsia Mons                    | 11,7 km                       | 0,35%                 | vulkanikus    | |
| Oberon  | (A kép bal alsó sarkában) | Nincs elnevezve               | 11 km                         | 1,4%                  | becsapódás    | A Voyager–2 eredetileg 6 kilométeres magasságot mért. |
| Föld    |                           | Mauna Kea és Mauna Loa        | 10,2 km                       | 0,16%                 | vulkanikus    | Ebből 4,2 km a tengerszint felett. |
| Föld    |                           | Haleakalā                     | 9,1 km                        | 0,14%                 | vulkanikus    | Ebből 3,1 km a tengerszint felett. |
| Mars    |                           | Pavonis Mons                  | 8,4 km                        | 0,25%                 | vulkanikus    | A kaldera 4,8 km mély. |
| Föld    |                           | Teide                         | 7,5 km                        | 0,12%                 | vulkanikus    | Ebből 3,7 km a tengerszint felett. |
| Mimas   |                           | Herschel központi csúcsa      | 7 km                          | 3,5%                  | becsapódás    | A Naprendszer egyik legnagyobb kráterében. |
| Vénusz  |                           | Skadi Mons                    | 6,4 km                        | 0,11%                 | tektonika     | |
| Mars    |                           | Anseris Mons                  | 6,2 km                        | 0,18%                 | becsapódás    | A Mars egyik legmagasabb nem vulkanikus eredetű hegycsúcsa. |
| Pluto   |                           | Tenzing Montes (T2)           | ~6,2 km                       | 0,52%                 | tektonika     | Jégből keletkezett. Nevét Tendzing Norgaj serpáról kapta. |
| Föld    |                           | Denali                        | 5,3–5,9 km                    | 0,093%                | tektonika     | A legmagasabb földi hegy hegylábtól a csúcsig, ami csak szárazföldön van. |
| Hold    |                           | Mons Huygens                  | 5,5 km                        | 0,32%                 | becsapódás    | Nem a legmagasabb az égitesten relatív magasságot tekintve. |
| Pluto   |                           | Piccard Mons                  | ~5,5 km                       | 0,46%                 | jégvulkanikus | Szélessége 220 km. |
| Mars    |                           | Aeolis Mons                   | 4,5–5,5 km                    | 0,16%                 | erózió        | |
| Vénusz  |                           | Maat Mons                     | 4,9 km                        | 0,081%                | vulkanikus    | Vénusz legmagasabb vulkánja. |
| Pluto   |                           | Wright Mons                   | ~4,7 km                       | 0,40%                 | jégvulkanikus | 160 km szélességű. |
| Hold    | (A háttérben)             | Mons Hadley                   | 4,5 km                        | 0,26%                 | becsapódás    | |
| Charon  |                           | Butler Mons                   | ~4,5 km                       | 0,74%                 | tektonika     | |
| Föld    |                           | Csomolungma                   | 3,6–4,6 km                    | 0,072%                | tektonika     | A tengerszint feletti magassága több, mint 8,8 km, de a hegylábtól a csúcsig csak 3,6 (délen), illetve 4,6 kilométer (északon) magas.                                                  |
| Ceres   |                           | Ahuna Mons                    | 4 km                          | 0,85%                 | jégvulkanikus | |
| Charon  |                           | Dorothy központi csúcsa       | ~4 km                         | 0,66%                 | becsapódás    | A Dorotyh kráterben helyezkedik el, ami 240 km széles. |
| Titan   |                           | Mithrim Montes                | 3,3 km                        | 0,13%                 | tektonika     | |
| Merkúr  |                           | Caloris Montes                | 3 km                          | 0,12%                 | becsapódás    | |
| Io      |                           | Nincs elnevezve               | 2,5 km                        | 0,14%                 | vulkanikus    | Az Io egyik legmagasabb vulkánja. |
| Dione   |                           | Janiculum Dorsa               | 1,5 km                        | 0,27%                 | tektonika     | |
| Titan   |                           | Doom Mons                     | 1,45 km                       | 0,056%                | jégvulkanikus | |
| Hold    |                           | Mons Rümker                   | 1,3 km                        | 0,063%                | vulkanikus    | A Hold legnagyobb vulkanikus képződménye. |

1. 1 2  A különböző méréstechnikáknak köszönhetően nehéz eldönteni, hogy a Rheasilvia, vagy az Olympus Mons a legmagasabb hegycsúcs
2. 1 2 3 4 5  A Földön végzett csúcs-mérések a megadott definíció szerint ritkán haladják meg az 1,5 kilométeres magasságot, így a földi hegycsúcsok csak kis százaléka szerepel a listán
3. 1 2  Az IAU még nem fogadta el a nevet
4. ↑  5,25 km magas a Curiosity leszállási pontjától nézve.

### Tengerszint feletti magasság szerint
- Olympus Mons – 22 000 méter
- Equatorial Ridge – 20 000 méter
- Boösaule Mons – 18 200 méter
- Ascraeus Mons – 15 000 méter
- Ionian Mons – 12 700 méter
- Elysium Mons – 12 600 méter
- Arsia Mons – 11 700 méter
- Limb Mountain – 11 000 méter
- Skadi Mons – 10 700 méter
- Euboea Montes – 10 500 méter
- Mount Everest – 8 848 méter
- Teide – 7 500 méter
- Herschel Peak – 7 000 méter
- Anseris Mons – 6 200 méter
- Tenzing Montes – 6 200 méter
- Denali – 6 190 méter
- Mount Kilimanjaro – 5 895 méter
- Mons Huygens – 5 500 méter
- Aeolis Mons – 5 500 méter
- Piccard Mons – 5 500 méter
- Maat Mons – 4 900 méter
- Wright Mons – 4 700 méter
- Mons Hadley – 4 500 méter
- Butler Mons – 4 500 méter
- Mauna Kea – 4 207 méter
- Ahuna Mons – 4 100 méter
- Dorothy Peak – 4 000 méter
- Mithrim Montes – 3 337 méter
- Haleakala – 3 055 méter
- Caloris Montes – 3 000 méter
- El nem nevezett csúcs az Io hold felszínén – 2 500 méter
- Janiculum Dorsa – 1 500 méter
- Doom Mons – 1 450 méter
- Mons Rümker – 1 300 méter